# Clã Chiba
O Clã Chiba (千葉氏, Chiba-shi) foi um ramo do Clã Taira que iniciou com Chiba Tsunetane, filho de Taira no Tadatsune. Os Chiba governavam a Província de Shimōsa, e atualmente a sede do clã está localizado na cidade de Chiba. Por um período o clã administrou as terras que pertenciam ao Santuário de Ise. Depois do estabelecimento do Shogunato Kamakura, o líder do Clã Chiba se tornou hereditariamente o Shugo (governador) da Província de Shimōsa.

## Origem
O clã Chiba descende do Imperador Kanmu. A linha hereditária é a seguinte: Príncipe Imperial Kazurahara (786-853), Príncipe Takami, Taira no Takamochi, Taira no Yoshifumi, Taira no Tadayori, Taira no Tadatsune, Taira no Tsunemasa, Taira no Tsunenaga, Taira no Tsunekane, Chiba Tsuneshige, Chiba Tsunetane.
O emblema do clã, Lua e Estrela, também está associado a Myōken Bosatsu, considerado o deus da estrela polar antes do período Meiji; o clã Chiba o adotou, presumivelmente, como um tributo à divindade que apareceu para Taira no Masakado.
O imperador Go-Daigo empossou o líder do Clã Chiba, Chiba Sadatane, como daimio e samurai da região de Kantō. O clã se estabeleceu na área de Shimōsa no início do século XII. Os Chiba entraram em conflito com Minamoto no Yoshitomo durante a década de 1140 por causa de propriedades de terras. No entanto, os Chiba passaram a apoiar Yoshitomo na Rebelião de Hōgen (1156).

## Guerras Genpei
Durante as Guerras Genpei (1180–1185), o clã Chiba, bem como os clãs Hōjō, Miura e Doi, opunham-se ao ramo principal do clã Taira e apoiaram Minamoto no Yoritomo. Chiba Tsunetane, chefe do clã no período, ganhou a confiança de Yoritomo e ajudou a estabelecer o Shogunato Kamakura. O poder do clã aumentou neste período, mas finalmente declinou durante o período Muromachi (1336–1573). 

## História posterior
O clã Chiba foi completamente vencido por Toyotomi Hideyoshi antes do estabelecimento do shogunato Tokugawa. Muitos descendentes do clã Chiba vivem hoje na Prefeitura de Chiba. O Castelo de Chiba, reconstruído em 1967, foi construído no local onde existia o Castelo Inohana, uma fortificação construída pelo clã.